# Норт-Пол (Аляска)
Норт-Пол (англ. North-Pole) — город в боро Фэрбанкс-Норт-Стар, штат Аляска, США. Население по данным переписи 2010 года составляет 2117 человек.

## История
Получил статус города 15 января 1953 года.

## География
Расположен примерно в 21 км к юго-востоку от города Фэрбанкс, на шоссе Ричардсон. Площадь города составляет 10,9 км².
В городе есть улицы Рождества и Санта-Клауса, названных в честь новогодней тематики.

## Население
По данным переписи 2000 года, население города составляло 1570 человек. Расовый состав: белые — 80,96 %; коренные американцы — 3,57 %; афроамериканцы — 5,67 %; азиаты — 2,61 %; уроженцы островов Тихого океана — 0,45 %; представители других рас — 1,15 % и представители двух и более рас — 5,61 %. Латиноамериканцы любой расы составляли 3,76 % населения.
Из 605 домашних хозяйств в 38,5 % — воспитывали детей в возрасте до 18 лет, 47,9 % представляли собой совместно проживающие супружеские пары, в 11,4 % семей женщины проживали без мужей, 26,9 % не имели семьи. 26,9 % от общего числа семей на момент переписи жили самостоятельно, при этом 4,6 % составили одинокие пожилые люди в возрасте 65 лет и старше. В среднем домашнее хозяйство ведут 2,58 человек, а средний размер семьи — 3,19 человек.
Доля лиц в возрасте младше 18 лет — 29,8 %; лиц в возрасте от 18 до 24 лет — 13,2 %; от 25 до 44 лет — 33,3 %; от 45 до 64 лет — 18,5 % и лиц старше 65 лет — 5,2 %. Средний возраст населения — 29 лет. На каждые 100 женщин приходится 110,7 мужчин; на каждые 100 женщин в возрасте старше 18 лет — 115,2 мужчин.
Средний доход на совместное хозяйство — $44 583; средний доход на семью — $54 583. Средний доход на душу населения — $21 426.
Динамика численности населения города по годам:
| 1960 | 1970 | 1980 | 1990 | 2000 | 2010 |
| ---- | ---- | ---- | ---- | ---- | ---- |
| 358  | 265  | 724  | 1456 | 1570 | 2117 |

## Интересные факты
В горсовете заседают 6 депутатов, среди них мэр и Санта-Клаус (заместитель мэра).